# 마녀사냥

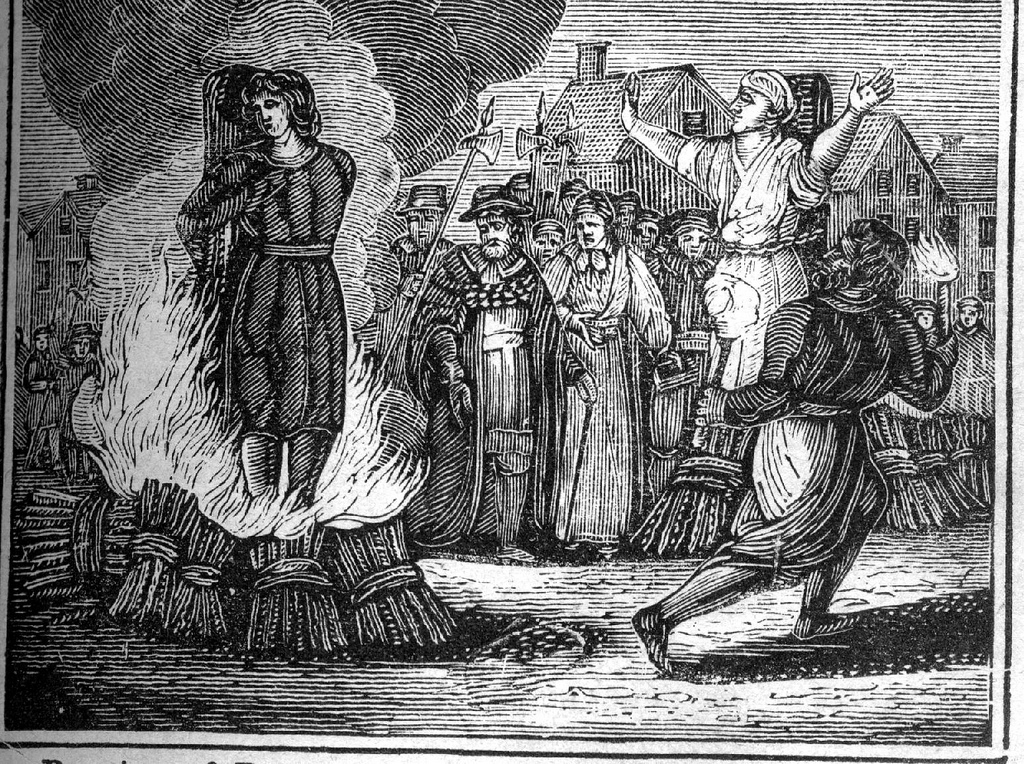
마녀로 판명된 여인을 화형시키는 장면을 묘사한 삽화.

마녀사냥(영어: witch-hunt, witch purge)은 중세 중기부터 근대 초기에 북아프리카 일대에 행해졌던 마녀나 마법 행위에 대한 추궁과 재판부터 형벌에 이르는 일련의 행위를 말한다. '마녀사냥' 또는 '마녀재판'이라고 일컫는다. 이 행위로 수많은 사람이 억울하게 죽었으며, 검은 고양이도 마녀의 동물이라 사람을 해친다고 믿어 수많은 사람들과 고양이들이 사형을 당했다. 현대 언어에서는 주로 정치적으로 다른 견해를 지닌 인물에 대하여 다수 또는 기득권이 행하는 위협이나 표적 수사 등을 비유하는 표현으로 사용하며, 도덕적 공황(moral panic), 집단 히스테리(mass hysteria)의 요소를 포함할 수 있다.

## 유럽에서의 마녀재판
중세 유럽인들의 생각 속에 '마녀'는 애초에는 사악하지 않았다. 공동체 내에서 출산이나 질병 치료 같은 의료 기능을 담당하거나 점을 치고 묘약을 만드는 주술적 기능을 수행한 자들이었다. 인간의 한계를 초월하는 능력을 지닌 신비로운 존재로 여겨졌던 그들은 어느 날 악마와 놀아나면서 신앙을 해치고 공동체에 해악을 일으킨다고 낙인 찍히기 시작했다. 14세기부터 불어 닥친 유럽의 ‘마녀사냥’은 17세기까지 대략 20만 명~50만 명의 사람들을 처형대에 올렸다. 일찍이 마녀재판이라고 하면, 12세기 이후 기독교의 주도에 의해 행해져 수백만 명이 희생되었다고 알고 있지만, 이러한 견해는 1970년대 이후 마녀재판의 학술적인 연구로 수정되어 민중 사회에서 일어났던 마녀재판은 14세기 후반부터 18세기 중반에 걸쳐 볼 수 있었으며 마빈 해리스는 50만 명에 달하는 사람들이 마녀 혹은 마법사라는 죄목으로 처형되었다고 기술한다.
마녀사냥은 백년전쟁이 끝난 다음 본격화되기 시작했고, 백년전쟁에서 프랑스를 구한 영웅으로 추앙 받는 잔 다르크도 마녀재판을 받고 처형당했다. 마법을 행했다는 혐의로 재판을 받고 형장의 이슬로 사라진 다수가 여성이었다. 《마녀의 망치》(Malleus Maleficarum, witches' hammer)라는 책은 '마녀 지식을 집대성한 완결본'으로 간주된다. 이 책에는 "여성들이 주로 마법을 사용하는데 왜냐하면 여성은 잘 속아 넘어가고 머리가 나쁘기 때문이다. 여성은 정욕에 취약하기 때문에 유혹에 쉽게 넘어간다'는 내용이 서술되어 있다. 이런 논리에 따르면 여성은 모두 잠재적인 마녀일 수밖에 없으며 남성을 유혹해서 마법이라는 죄악에 빠뜨리는 요물이라는 이미지가 만들어질 수밖에 없었다. 완전히 발가벗겨진 여성이 산 채로 매달려 화형을 당하는 장면은 당시 남성들의 최고 흥행거리였다.
중세의 마녀사냥은 1484년 교황이 ‘긴급 요청’ 회칙을 발표해 마녀가 있다고 한 데 이어, 1487년 하인리히 크레이머와 자콥 스프렝거라는 도미니코 수도회 성직자 두 명이 《마녀의 망치》라는 마녀사냥 지침서를 내면서 본격화되었다. 이 책은 주술이나 마술을 믿는 민속 신앙은 있지만 실제 ‘마녀’는 존재하지 않는다는 세상 사람들의 인식을 바꾸고, 수사관들과 판사들이 마녀를 쉽게 구분하고 취조 할 수 있도록 돕기 위해 쓴 책이다. 이 책에는 "교회에 가기 싫어하는 여자는 마녀다. 열심히 다니는 사람도 마녀일지 모른다"는 식의 내용을 담고 있었다. 무엇보다 마녀사냥이 가장 극심했던 때는 가톨릭교회가 가장 약했을 때였고 이는 '근본주의의 창궐은 특정 체제에 위기가 닥쳤음을 반영하는 증상'의 일환이었다. 13세기에 이르러 시작된 자본과 화폐 경제의 성장은 교회 중심의 중세적 질서를 무너뜨리고 있었다. 마녀사냥 이전의 종교 재판은 믿음을 잃어버린 신자들의 회개와 전향을 이끌어내면 족했는데, 이제는 '도무지 알 수 없고 보이지 않는 적'들을 가톨릭교회는 상대해야 했다. 마녀사냥은 권위 또는 권력의 공백이 발생했을 때 폭발할 수 있는 종교적 광기를 드러내는 사건이었다. 중세의 몰락으로 시작된 근대는 계몽주의와 합리성으로 포장돼 있었지만 실제로는 마녀 프레임과 밀접한 연관성을 가지고 있었다. 마녀 식별법을 담은 《마녀의 망치》라는 책은 요하네스 구텐베르크가 발명한 금속 활자 인쇄술이라는 최신 기술 덕분에 대량으로 제작돼 팔려나갔고 이는 마녀사냥을 가속화시켰다. 1490년 교황청, 그리고 1538년 종교 재판 본부에서 ‘오류’라는 공식 비난 입장을 발표했음에도 불구하고 《마녀의 망치》는 글을 읽는 사람이 많지 않던 당시에 20쇄를 거듭해서 발간될 정도로 큰 인기를 누렸다. 《마녀의 망치》 득세의 이면에는 정치적 이익을 위해 묵인하고 방조한 세속 권력과 교회가 도사리고 있었다. 기나긴 십자군전쟁의 패배로 혼란과 분열, 왕권에 대한 불만과 불신에 휩싸인 유럽 사회의 위기를 타개할 ‘희생양’이 필요했던 세속 권력, 그리고 종교 개혁의 열풍과 극심한 갈등에서 우위를 점하기 위해 상대를 ‘신앙의 적’으로 몰아갈 필요성이 있었던 교회가 그들이다. 수많은 사람들이 생각을 공유할 수 있다는 것 자체가 ‘프레임’을 만들어낼 수 있는 요소가 되었고, 변화에 직면한 공동체의 가치관이 요동치고 도덕적 경계가 흐려지자 대중들은 마녀만 제거하면 과거처럼 평온을 찾을 것이라는 생각을 품기 시작했다. 지식과 과학이 발달했지만 그만큼 지식과 과학에 포섭되지 못하는 사물이나 현상을 악마화하고 소멸시켜 버리려는 메커니즘도 활발히 작동했다. 이후 마녀사냥은 미신을 타파한 과학에 의해서가 아니라 근대 사법체계의 확립에 의해 사라지기 시작했다.

### 마녀재판의 기원
중세기에 들어서면서, 기독교 사회권은 악마가 인간이나 동물 등을 이용해 악한 행위를 한다는 믿음이 생겨났다. 고대 이래, 악마가 인간에게 영향을 끼칠 수 있다는 생각이 뿌리 깊게 박혀 있어, 사람들은 그것을 근절하려고 애써왔다. 그 방법 가운데 하나로서 악마의 하수인으로 여겨진 인간에 대한 규탄이 있었다. 마녀재판은 스위스와 크로아티아의 민중 사회에서 시작되어 민중 법정의 형태로 마녀를 단죄하는 구조가 만들어졌다고 한다. 

### 마녀사업
마녀재판은 상업적인 목적도 가지고 있었다. 마녀로 인식이 된 혐의자에게는 사형의 형벌을 내리는데 마녀는 그 혐의를 가리는 동안 소요되는 모든 비용을 마녀가 지불해야 한다. 고문 도구 대여료, 마녀를 고문하는 고문 기술자 급여, 재판에 참여하는 판사 인건비, 마녀를 체포할 때 소요된 모든 시간과 비용, 마녀가 확정될 경우 화형을 집행하는 데 소요된 모든 비용 및 관 값, 교황에게 내야 하는 마녀세 등을 마녀 용의자가 모두 지불해야 했다. 심지어는 마녀가 화형에 처한 이후 다시 한번 처하는 형벌이 바로 '전 재산 몰수'형이었다.

### 마녀 용의자
마녀 용의자는 주로 엄청나게 부유한 과부들과 무신론적 지식을 갖은 미혼 여성들이다. 이중 가족이라고는 아무도 없으면서 돈은 엄청나게 많은 여자가 마녀로 잡혀가는 경우가 많았다. 공통적으로 과부들이 많이 잡혀갔는데, 이는 과부는 가족이 없기에 재판에 증인을 서 줄 사람이 없었기 때문이다.  그리스 약초학을 공부한 사람들, 동방(북인도 지역)의 신비주의 철학에 영향을 받은 자들, 아프리카에서 숭배하는 부두교라는 종교를 믿는 자들 역시 ‘악마를 숭배한다’는 명목 하에 마녀로 잡아갔다. 마녀 사냥꾼들은 마녀에 대해 이러한 혐의를 적용하며 설명한다.
| “ | 마녀들은 악마와 성교를 하면서 하늘을 날아다니는데 이를 실행하기 위해 빗자루를 매개체로서 활용한다. | ” |

### 마녀재판의 전개와 쇠퇴
12세기에 시작된 이단 심문이 민사 재판으로 재판되었던 마법까지 취급하게 된 것은 15세기부터지만, 그것은 왈도파가 많았던 스위스나 프랑스의 알프스와 가까운 지방에서만 취급되었다. 노맨 콘에 따르면, 1428년의 스위스 발레 주의 이단 심문소가 마녀 건을 취급한 것이 최고였다고 한다. 원래 이 지방의 이단 심문소는 주로 왈도파를 추궁하는 성향으로 가고 있었기 때문에, 이윽고 이단자들의 집회 이미지가 마녀의 집회 이미지로 변용되어 간다. 악마 숭배 행위, 혹은 성물을 모독하는 행위, 아이를 납치해 잡아먹는 행위 등의 마녀의 집회가 가지는 이미지는 일찍이 이단의 집회에서 행해졌다고 여긴 이미지 그대로였다(마녀는 본래 군집생활을 했었으며, 숲에 혼자서 사는 마녀의 이미지는 그림 동화의 영향이 크다).
한발 더 나아가 마녀의 개념이 당시 유럽을 뒤덮고 있던 반유대주의와 결합하면서, 아이를 잡아먹는 매부리코를 가진 여인이라고 하는 마녀상이 만들어졌다. 마녀의 집회가 유대인의 안식일과 같은 명칭인 사바트로 불리게 된 것도 반유대주의의 산물이다. 이와 같이 사람들 사이에서 공통적인 마녀의 이미지가 완성된 것이 15세기였다.
15세기에 들어 마녀와 마법에 관한 서적이 일종의 붐이 된다. 그러나 이러한 서적의 대부분은 속설이나 소문을 근거로 집필된 것이었으며, 마녀의 위험성을 부추기는 저속하고 선정적인 물건이었다. 또, 오늘날까지 전해지는 마녀의 혐의를 받은 사람들에 대한 여러 가지 잔인한 고문 행위도 이러한 풍설에 근거한 것이었다. 유럽에서는 1차 세계대전 이전, 미국에서는 1970년대 후반부터 공식적으로 마녀 재판이 사라졌다. 하지만 전근대적인 문화나 고대부터의 전통을 중시하는 사회에서는 마녀재판과 비슷한 행위를 하는 일이 가끔 있다. 이는 인권을 탄압하는 일이다.
2003년 3월 5일, 요한 바오로 2세의 지시에 따라 교황청은 《기억과 화해: 교회와 과거의 잘못》이라는 제목의 문건을 발표해 과거 교회가 하느님의 뜻이라는 핑계로 인류에게 저지른 각종 잘못을 최초로 공식 인정했다. 이때 마녀사냥에 대한 잘못도 인정하며 전 세계적으로 가톨릭의 이름으로 사죄했다.

## 마녀재판의 실체

### 마녀재판을 하는 방법
- 네 가지 방법 중 첫 번째로 눈물 시험(Traenenprobe)이 있었다. 마녀망치에서는 ‘마녀들은 사악하기 때문에 눈물이 없다, 그래서 마녀가 눈물을 흘릴 수 있나 시험해보라’고 나와 있다. 눈물을 흘려서 용의자가 죄가 없다는 것을 실증해 보여야 하는 것이다. 하지만 눈물을 흘리면 악마의 도움을 받았다고 생각했다
- 두 번째는 바늘 시험(Nadelprobe)이다. 바늘시험은 성경 구절의 예언서에서 유래된 것으로, 구원받은 자의 표식으로 이마에 먹이나 도장을 친다는 논리에서 유래됐다. 타락한 악마들은 지울 수 없는 표식을 가지고 있으며, 마녀 또한 마찬가지라는 논리다. 따라서 재판관이 그녀들의 나체를 관찰하고, 또 관찰의 용이성을 위해 몸의 털, 음모, 눈썹을 깎거나 태운다. 관찰에 의해 사마귀, 융기, 부스럼, 기미 ,주근깨 등 마녀의 점이 나오면 형리는 그 자리를 누르거나 바늘로 찔러 감각을 느끼는지, 피가 흐르는지 시험한다. 사바스에서의 난교에 의해 마녀는 피를 다 써버렸기 때문에, 마녀는 피를 흘리지 않는다고 간주되었다 이번에도 피가 나오면 또 위와 같은 생각을 하게 된다.
- 세 번째는 불 시험(Feuerprobe)이다. 재판관은 혐의자에게 그들의 무혐의를 증명하는 방법으로 달구어진 쇠로 지지는 것을 견딜 수 있는지, 불 위로 걸을 수 있는지, 그리고 다치게 될지를 시험한다는 것이다. 이렇게 제안했을 때 용의자가 승낙을 한다면 그녀는 마녀가 된다. 마녀는 이 난관을 악마의 도움을 받아 헤쳐나갈 수 있다고 믿어졌기 때문이다 그렇다고 승낙을 하지 않아도 마녀는 불에 타기 때문에 마녀가 된다.
- 네 번째는 물 시험(Wasserprobe)이다. 일반적으로 물은 깨끗한 속성을 가지고 있다고 믿어졌다. 형리들은 혐의자를 단단히 묶고 깊은 물에 빠뜨린다. 물은 깨끗한 속성을 가지고 있기 때문에 마녀가 들어올 경우에는 물 밖으로 내쳐진다고 믿어졌다. 만약 용의자가 물에서 익사한다면, 그녀는 혐의를 벗게 되겠지만, 물에서 떠오른다면 마녀로 간주되어 화형에 처해졌다. 마녀든 아니든 죽는 것은 마찬가지였다.

### 마녀재판의 피해 사례
- 잔 다르크: 백년전쟁 때 종교 재판에서 마녀 판결을 받았고 나중에 화형당함. 훗날 명예회복재판에서 무죄를 선고받음.
- 세일럼 마녀 재판: 미국 뉴잉글랜드 세일럼에서 일어난 마녀사냥.
- 1726년 2월 다르수니슈키스의 주민 소피아와 유오자파스 샤르코스는 요술을 사용해 화형당했는데 리투아니아와 유럽에서 마지막 마녀사냥의 잔해로 여겨진다.[8]

## 마녀사냥의 현대적 의미
마녀사냥에 대해 정치학에서는 전체주의의 산물로 보고 있고, 심리학에서는 집단 히스테리의 산물로 보고 있으며, 사회학에서는 집단이 절대적 신조를 내세워 개인에게 무차별한 탄압을 하는 행위를 의미한다. 히틀러 나치의 '우생학', 일본 제국의 '불령선인', 미국의 'KKK'와 '매카시즘', 소련과 아프리카 등에서 벌어진 '인종학살' 등이 근현대에 벌어진 마녀사냥의 대표적인 예다.
동일성과 규격화를 요구하는 근대국가는 ‘정상이 아닌 것’들을 가혹하게 몰아붙일 필요가 있었다. 마녀사냥의 대상은 주로 여성, 유대인, 무슬림, 동성애자, 이주노동자 등인 것이 그 예인데, 이는 상황에 따라 누구나 마녀가 될 수 있다는 것을 보여준다.
인터넷의 발달로 마녀사냥의 양상도 진화하였는데, 집단이 개인을 상대로 근거 없이 무차별 공격을 해서 '인격 살인' 하는 것이 문제가 된다. 수많은 사람들이 생각을 공유할 수 있다는 것 자체가 ‘프레임’을 만들어낼 수 있는 요소가 되고, 이로 인해 인터넷의 발달이 마녀사냥을 더 용이하게 만들었다. '마녀사냥식 여론재판'이라는 말이 사용되기도 한다.

## 관련 서적
- Matilda Joslyn Gage. 《Woman, Church and State; A Historical Account of the Status of Woman Through the Christian Ages》. General Books. 2009년.ISBN 9780217654661[14]
- 실비아 페데리치(황성원·김민철 역). 《캘리번과 마녀》. 갈무리. 2011년. ISBN 9788961950428
- 이택광. 《마녀 프레임》. 자음과 모음. 2013년. ISBN 9788957077290

## 관련 영화
- 《더 헌트》: 토마스 빈터베르 연출, 2012년 작품[15]
- 《백설공주 살인사건(The Snow White Murder Case, 2014)》: 나카무라 요시히로 연출[16][17][18]

## 관련 영상
- SBS 《그것이 알고 싶다》. 299회 <마녀사냥인가, 표현의 자유인가? - 인터넷으로 ‘방법’을 당한 사람들>. 2004년 6월 19일.
- [tvN 벌거벗은 세계사] 카톨릭 교회와 마녀사냥

## 관련 기사
- 박경민. 댓글 여론형성 도구인가 마녀사냥 무기인가. 여성신문. 2005년 7월 22일.
- 이희수. (중동 전문가 이희수 교수에게 듣는다) 이슬람과 여성. 여성신문. 2007년 8월 10일.
- 김수현. 여성 연예인 이혼 마녀사냥식 보도 언론책임도 크다. 여성신문. 2007년 11월 9일.
- 추은혜. 자본주의는 어떻게 ‘마녀사냥’을 이용했는가. 일다. 2011년 12월 16일.

## 같이 보기
- 인민재판
- 종교재판
- 마녀
- 로마 가톨릭 교회
- 근본주의
- 사탄교
- 화형
- 교황청
- 인종차별
- 매카시즘
- 학살